# Méthémalbumine
La méthémalbumine est un complexe d'albumine et d'hème à cation ferrique,. Elle colore en brun le plasma sanguin dans les cas de troubles hémolytiques et hémorragiques. Sa présence dans le plasma permet de différencier les pancréatites hémorragiques et œdémateuses.